# Alejandra Gere
Alejandra María Gere (nacida Alejandra María Silva García-Baquero; La Coruña; 16 de febrero de 1983) es una publicista, empresaria y activista española que trabaja en beneficio de la responsabilidad social.

## Biografía
Nacida en La Coruña, es hija de Paola García-Baquero e Ignacio Silva Botas, conocido principalmente por su paso por la vicepresidencia del Real Madrid Club de Fútbol. A una temprana edad su familia se mudó a Madrid, donde estudió en los colegios Saint Louis y Mater Salvatoris. A los 15 años, Alejandra se trasladó a Dorset, Reino Unido, donde cursó los estudios de nivel avanzado. Posteriormente, regresó a Madrid para estudiar en la universidad, donde se graduó en Publicidad y Marketing. Siguiendo su graduación, Alejandra trabajó como becaria en la agencia de publicidad The Farm. En 2005 asumió la dirección comercial en una empresa del sector de la aviación privada.

## Acciones y activismo
Alejandra está involucrada con organizaciones de responsabilidad social. En el año 2007, promovió una iniciativa sin ánimo de lucro junto a Karolina Kurkova llamada Fundación Beautiful Life que tenía como objetivo aumentar la conciencia sobre la situación de los niños y mujeres necesitados: menores refugiados, víctimas de la guerra, etc.
En 2010 participó en la Fundación Real Madrid Club de Fútbol con el proyecto de Iniciativa Africana en África Occidental, mediante la creación de ligas de fútbol como medio para integrar a los niños de escasos recursos en sus comunidades locales mediante la promoción del deporte y sus valores entre las familias africanas.
Actualmente, Alejandra Gere continúa su actividad solidaria colaborando como madrina de Hogar Sí Rais Fundación que trabaja para promover, garantizar y proteger los derechos fundamentales de las víctimas del sinhogarismo, participando en campañas como #personasdecarton, que impulsan el hábitat como primer recurso en España, y con la ONG española Proactiva Open Arms dedicada al rescate humanitario.

## Vida personal
De 2012 a 2015, Alejandra estuvo casada con Govind Friedland. Tuvieron un hijo, Albert, en 2012. La pareja adquirió la antigua residencia de verano del director de cine italiano Franco Zeffirelli en Positano, Italia, y estableció el hotel de gran lujo llamado Hotel Villa Tréville, del que Alejandra se hizo cargo hasta su divorcio en diciembre de 2015. 
En junio de 2015, los medios de comunicación se hicieron eco de su relación con el actor estadounidense Richard Gere, con quien se casó en la ciudad de Nueva York a principios del mes de mayo de 2018. En agosto de ese mismo año confirmó su embarazo y en febrero de 2019 dio a luz a su segundo hijo, el primero con Gere, un varón llamado Alexander. En noviembre de 2019 la pareja anunció el segundo embarazo de Alejandra. En abril de 2020 nació su segundo hijo con Gere y su tercer hijo en total, otro varón llamado James.